# Часова стала (електрохімія)
Часова стала — час, протягом якого електрична напруга на конденсаторі у ланцюзі, де є і електричний опір, зростає до 63,2 % максимального значення або зменшується до 36,7 % максимального значення.